# Andorra op de Olympische Winterspelen 2014
Andorra was een van de landen die deelnam aan de Olympische Winterspelen 2014 in Sotsji, Rusland. 
Van de zes deelnemers (vier mannen en twee vrouwen) die hun vaderland vertegenwoordigden op deze editie van de Winterspelen, namen drie olympiërs, Kevin Esteve Rigail, Mireia Gutiérrez en Lluis Marin Tarroch, voor de tweede keer deel.

## Deelnemers en resultaten
(m) = mannen, (v) = vrouwen 

### Alpineskiën
| Olympiër                | Onderdeel        | Resultaat | Prestatie                                                              |
| ----------------------- | ---------------- | --------- | ---------------------------------------------------------------------- |
| Kevin Esteve Rigail (2) | afdaling (m)     | 32e       | 2.10,80 (+4,57)                                                        |
| Marc Oliveras           | combinatie (m)   | 31e       | afdaling: 1.57,08 (33e) slalom: 1.01,46 (32e) totaal: 2.58,54 (+13,34) |
| Marc Oliveras           | afdaling (m)     | 40e       | 2.12,76 (+6,53)                                                        |
| Marc Oliveras           | reuzenslalom (m) | 38e       | run 1: 1.26,40 (41e) run 2: 1.27,34 (39e) totaal: 2.53,74 (+8,45)      |
| Marc Oliveras           | super g (m)      | 34e       | 1.22,02 (+3,88)                                                        |
| Joan Verdu Sanchez      | reuzenslalom (m) | DNF       | run 1: niet gefinisht                                                  |
|                         |                  |           |                                                                        |
| Mireia Gutiérrez (2)    | combinatie (v)   | 18e       | afdaling: 1.49,04 (32e) slalom: 53,26 (15e) totaal: 2.42,30 (+7,68)    |
| Mireia Gutiérrez (2)    | reuzenslalom (v) | DNF       | run 1: niet gefinisht                                                  |
| Mireia Gutiérrez (2)    | slalom (v)       | DNF       | run 1: niet gefinisht                                                  |

### Biatlon
| Olympiër     | Onderdeel       | Resultaat | Prestatie                                    |
| ------------ | --------------- | --------- | -------------------------------------------- |
| Laure Soulie | individueel (v) | 48e       | 50.04,2 (+6.44,6) — 3 schietfouten (1+1+0+1) |
| Laure Soulie | sprint (v)      | 66e       | 23.57,8 (+2.51,0) — 2 schietfouten (1+1)     |

### Snowboarden
| Olympiër            | Onderdeel              | Resultaat | Prestatie                 |
| ------------------- | ---------------------- | --------- | ------------------------- |
| Lluis Marin Tarroch | snowboardcross (m) (2) | DSQ       | heat 2: gediskwalificeerd |